# Sanna Rayman
Ingegärd Susanna (Sanna) Rayman, född 15 april 1976 i Bergsjöns församling i Göteborg, är en svensk journalist och chefredaktör på Altinget.

## Arbetsliv
Rayman skrev juli–augusti 2005 på Dagens Nyheters och februari 2006 – april 2008 på Södermanlands Nyheters oberoende liberala respektive centerpartistiska ledarsidor. På Södermanlands Nyheter vikarierade hon först som politisk redaktör. Mellan april 2008 och april 2015 var hon ledarskribent på Svenska Dagbladet. 2015−2020 var hon debattredaktör på Dagens Samhälle. Sedan 2016 är hon även fristående kolumnist på Expressens ledarsida. 
Rayman medverkade i Magasinet Neos första nummer 2008. Rayman deltar med Katrine Kielos i Korseld som är Aftonbladets "politikersatsning". Hon har också medverkat i Studio Ett och i nyhetspanelen i Godmorgon, världen! i Sveriges Radio P1. Från 2020 är Rayman chefredaktör för nättidningen Altinget.